# Ilaszkino
Ilaszkino (ros. Иляшкино) – wieś (dieriewnia) w Rosji, w Tatarstanie, w rejonie aksubajewskim. W 2021 liczyła 80 mieszkańców.